# Digital Video Interactive
Digital Video Interactive (DVI; букв — «интерактивное цифровое видео») — стандарт фирмы Intel, обеспечивающий высокий аппаратный уровень сжатия полноэкранных видеоизображений, записываемых на оптический диск. DVI — первый стандарт для видеоизображений на персональных компьютерах, разработан в середине 1980-х годов.